# Leopold Eisner
Leopold Eisner (29. prosince 1883 – 10. června 1942 Pardubice) byl český Žid, majitel oděvní firmy v Litomyšli a oběť nacismu.

## Život
Leopold Eisner se narodil 29. prosince 1883. Společně s bratrem Eduardem vlastnili v Litomyšli oděvní závod Linka na výrobu povlečení a luxusního dámského prádla. Závod stál v místě Základní umělecké školy Bedřicha Smetany v ulici Boženy Němcové. Do protinacistického odboje se aktivně nezapojil, ale společně s dalšími občany města přispíval na ženy a vdovy po zatčených. Po spáchání atentátu na Reinharda Heydricha došlo k udání, že se u trafikantky Františky Králové schovával neznámý člověk. Gestapo v té době nemělo žádnou informaci o atentátnících a tak se chytalo sebemenších náznaků a exemplárně trestalo. Během domovní prohlídky nebyl v bytě Králových žádný podezřelý člověk objeven, nalezen byl však seznam přispivatelů ženám a vdovám po zatčených, na kterém bylo i jméno Leopolda Eisnera. Společně s ostatními ze seznamu byl zatčen a 10. června 1942 popraven na pardubickém Zámečku. Ve stejný den byla popravena i Františka Králová. Jeho popel byl stejně jako popel ostatních zde popravených vysypán do Labe.

## Rodina
Krutému osudu neunikla ani rodina Leopolda Eisnera. Manželka, dcery Věra a Flora jakož i rodina bratra Eduarda byly 3. 12. 1942 přepraveny transportem do Pardubic, odtud 5. 12. do Terezína a odtud 23. 1. 1943 do vyhlazovacího tábora u Osvětimi, kde všichni zahynuli.